# Карлі Клосс
Ка́рлі Клосс (англ. Karlie Kloss; нар. 3 серпня 1992 року, Чикаго, США) — американська супермодель, інфлюєнсерка, телеведуча, телепродюсерка, підприємиця, веб-розробниця, філантропка. Працювала, зокрема, для Готьє, Chloé, Dior, Lacoste, Anna Sui, Dolce & Gabbana, Yves Saint Laurent.

## Біографія
Народилась у Чикаго у сім'ї Трейсі (до шлюбу Фарес) та Курта Клоссів, лікарів швидкої допомоги. У неї є сестра Крістін та двійнята Кімберлі і Каріанн. 1994 року з сім'єю переїхала до Сент-Луїса, Міссурі. За словами Клосс, вона завжди любила танцювати й тому після закінчення школи вступила до балетної академії Caston's.

## Кар'єра
На початку своєї кар'єри, 2006 року, Клосс позувала для фотографа Девіда Леслі Ентоні на обкладинку «Scene Magazine» у Чикаго. Elite Chicago потім надіслали фотографії до Elite NY, які посприяли переїзду Клосс до Нью-Йорка.
Однією з перших її робіт було співробітництво з «Abercrombie». У січні 2008 Клосс покинула «Elite» і підписала контракт з «NEXT Model Management». Вона взяла участь у 31 показі New York Fashion Week. Після цього взяла участь у 20 шоу в Мілані та 13 у Парижі. Того ж року «Elite Model Management» подали до суду на «NEXT Model Management», звинувативши їх крадіжці своєї молодої моделі. Справа була вирішена в позасудовому порядку.

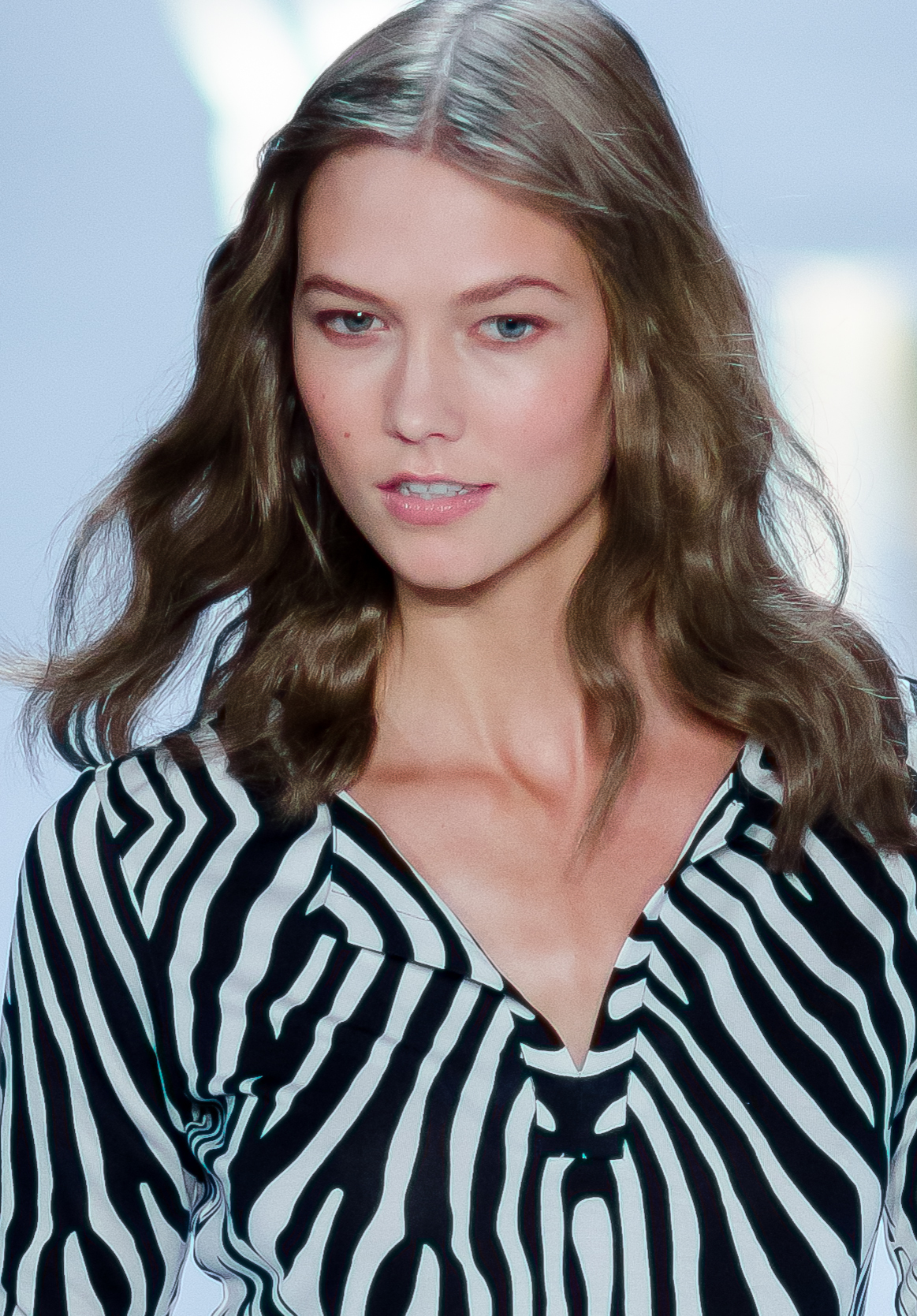
На показі Діани фон Фюрстенберг, New York Fashion Week, 2013

Після 4 років роботи в «Next Model» Клосс підписала контракт з «IMG Models».
Карлі Клосс працювала у рекламі таких брендів та модельєрів, як Жан-Поль Готьє, Chloé, Lacoste, Sportmax, Anna Sui, Александр Макквін, Yves Saint Laurent, Елі Сааб, Dolce & Gabbana, Gap, Bally Shoe, Bergdorf Goodman, Pringle of Scotland, Dior, Hermès, Оскар де ла Рент, Соні Рікель, Aquascutum, Topshop, Еріна Бріні, Uniqlo, Omnia Jade, Lord & Taylor, Barneys New York, American Eagle та Victoria's Secret PINK.
У телесеріалі «Пліткарка» Карлі Клосс у 1 епізоді 4 сезону виконала камео.
Визнана найкращою моделлю 2008 року за версією журналу People.
2011 року поновила свій контракт з Dior третій сезон поспіль. Того ж року Клосс дебютувала у Victoria's Secret Fashion Show. У грудні знялася в оголеній фотосесії для Vogue Italia.
2012 року Клосс з'явилася на обкладинках «British Vogue», «Japanese Vogue», «Harper's Bazaar Russia» та «Numéro».
У 2014 році знялася в рекламній кампанії Donna Karan F/W 14-15.
З 2019 року є головною ведучою американського шоу Project Runway (Проєкт подіум).

## Особисте життя
Є близькою подругою моделі Кармен Педару (Karmen Pedaru).
Хобі: випікання печива, катання на велосипеді та балет. Разом з Momofuku Milk Bar створила спеціальний рецепт печива під назвою Karlie's Kookies, яке вона продає в Сохо під час Fashion's Night Out у Нью-Йорку, прибутки від продажів йдуть на годування дітей з бідних сімей в усьому світі. Сама Клосс називає їх «Perfect 10 Cookie».
Має собаку на ім'я Джо.